# Adelphicos nigrilatum
Espèce
Statut de conservation UICN

 LC  : Préoccupation mineure
Adelphicos nigrilatum  est une espèce de serpents de la famille des Dipsadidae.

## Répartition
Cette espèce est endémique du Chiapas au Mexique.

## Publication originale
- Smith, 1942 : A review of the snake genus Adelphicos. Proceedings of the Rochester Academy of Science, vol. 8, no 4, p. 175-195.